# Joseph Kentenich
 (octobre 2015).
Joseph Kentenich, né à Gymnich, à l'époque dans le royaume de Prusse, le 18 novembre 1885 et décédé le 15 septembre 1968 à  Schoenstatt (Allemagne) est un prêtre catholique pallotin fondateur du Mouvement de Schoenstatt, mouvement catholique fondé en 1914 au lieu-dit de Schoenstatt, ville de Vallendar, près de Coblence, Allemagne.

## Biographie

### Enfance et études
Né le 18 novembre 1885 à Gymnich, près de Cologne, Joseph est le fils de Catherine Kentenich et de Joseph Koep.
En 1897, Joseph exprime le désir de devenir prêtre. Deux ans plus tard, il est admis au petit séminaire d’Ehrenbreitstein, tenu par les Pères Pallottins. En 1904, il entre au noviciat des Pallottins de Limburg an der Lahn.

### Sacerdoce

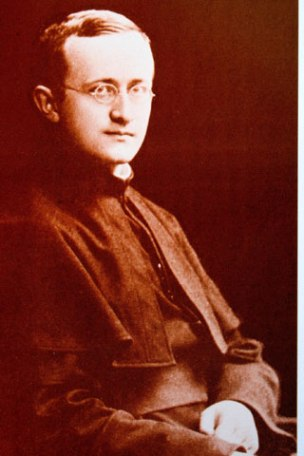
Joseph Kentenich, lors de son ordination sacerdotale

Admis à la profession religieuse en 1909, Joseph  Kentenich est ordonné prêtre à Limburg an der Lahn, le 8 juillet 1910. Jeune, il rêve de convertir les païens. Une atteinte tuberculeuse l’empêche de réaliser son rêve de partir en Afrique comme missionnaire.
Il fut d'abord professeur au Petit Séminaire d'Ehrenbreistein, puis, de 1912 à 1919, directeur spirituel au Petit Séminaire des Pères Pallotins à Vallendar-Schoenstatt, près de Coblence (Allemagne), sur le Rhin.

### Fondation du Mouvement de Schoenstatt

#### L'«Alliance d'amour» avec Marie
Avec quelques-uns de ses élèves, le 18 octobre 1914, Joseph Kentenich posait le premier jalon de la fondation de l'œuvre de Schoenstatt. Le groupe de jeunes fonde une Congrégation mariale.
Le projet, purement local au départ, s'étend rapidement au lendemain de la première guerre mondiale. Il englobe peu à peu, sans plan préconçu, de nombreuses catégories ; jeunes, prêtres, femmes, sœurs, pèlerins. Elles se structurent conformément au génie allemand : unions, ligues, et plus tard les instituts séculiers, suivant le degré d'engagement des uns et des autres.

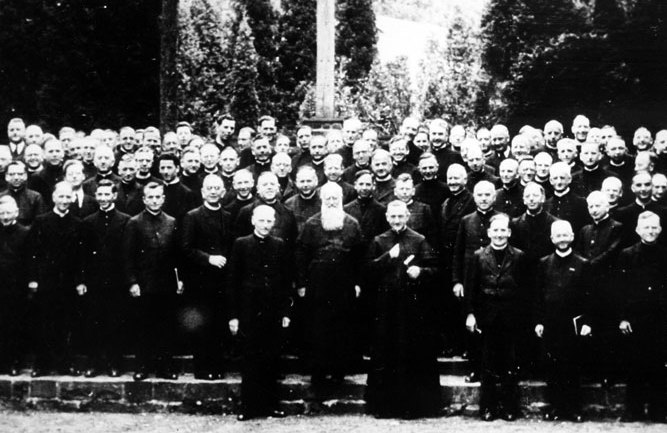
Une des retraites prêchées par Joseph Kentenich à Schoenstatt pour les prêtres.

Joseph Kentenich parcourt l'Allemagne, l'Autriche, la Tchécoslovaquie, la Suisse, pour prêcher des retraites et animer des sessions de formation. On accourt aux retraites de cet être de feu. De 1928 à 1935, ce sont chaque année plus de 2000 prêtres qui en bénéficient, parmi bien d'autres retraitants laïcs.

### Combat contre le nazisme
Le P. Kentenich observe avec inquiétude la montée du nazisme. Son opposition au nazisme lui attire la persécution. Le P. Kentenich dit au sujet de la croix gammée : « Nous, c'est à la Croix du Christ que nous tenons ferme. ». Au sujet du nazisme, il dit « Je ne vois aucune place sur lui où pourrait couler l'eau du baptême. ».
Une fois au pouvoir, les nazis ne tardent pas à classer Schoenstatt parmi les principaux adversaires à abattre. Au terme de vexations sans fin, le 20 septembre 1941, Joseph Kentenich est convoqué par la Gestapo; on lui cite une de ses paroles, prononcée à huis clos, mais rapportée par une indicatrice: «Ma mission consiste à faire apparaître le vide intérieur du national-socialisme, afin d’arriver par là à le vaincre.» La police emprisonne le religieux un mois dans une pièce sans aération, afin de briser sa volonté. Il est jeté dans un réduit bas en béton, sans autre ouverture qu'une porte blindée. La « Police secrète d'état » y brise les têtes fortes. Joseph Kentenich est maintenu pendant quatre semaines dans ce bunker noir et sans air, qui avant était le coffre-fort d'une succursale du Reichsbank. Il en sort physiquement très éprouvé, mais calme et paisible comme à l'entrée. Il est enfermé dans une cellule de la prison de Coblence, un ancien couvent de Carmélites. Il y passe 5 mois. Puis c'est l'enfer de Dachau.
En mars 1942, Joseph Kentenich part au camp de concentration de Dachau, au moment même où les conditions de vie s’y aggravent. Les Allemands sont regroupés dans une baraque où ils ont le droit d’assister chaque jour à la Messe célébrée par l’un d’entre eux; c’est seulement le 19 mars 1943 que Joseph Kentenich pourra célébrer sa première Messe au camp. Il adresse chaque soir une conférence spirituelle à ses compagnons de détention grâce à la protection du « kapo » (détenu chef de baraque) Guttmann, un communiste au caractère très violent, mais fasciné par le comportement du père : il l’a vu partager son maigre pain quotidien et sa soupe avec un détenu plus nécessiteux. Guttmann va sauver la vie du fondateur de Schoenstatt, promis à l’extermination en chambre à gaz en raison de sa mauvaise santé: le jour de la visite de sélection d’un médecin S.S., le kapo cache Joseph Kentenich; affecté au commando de désinfection, celui-ci peut désormais circuler dans le camp.
Le 16 juillet 1942, ont été créées à Dachau deux nouvelles branches de Schoenstatt, sous la responsabilité de deux déportés laïcs: l'Institut séculier des Familles et celui des Frères. Transféré dans divers blocs, le fondateur recommence chaque fois son apostolat malgré le risque personnel qu’il encourt. Au cours des trois derniers mois de 1944, le durcissement du régime nazi et les épidémies provoquent la mort de dix mille détenus à Dachau. C’est à ce moment que, dans un étonnant acte de foi plein d’espérance, posé au sein d’un lieu infernal, Joseph Kentenich fonde avec un groupe de disciples l’Œuvre internationale qui étend la fondation de Schoenstatt au monde entier.  Il y rédige, dans des conditions matérielles inimaginables, et au péril de sa vie, des traités de spiritualité, des prières, un poème didactique de plus de 20 000 versets. En décembre, Gabriel Piguet, un évêque français prisonnier, ordonne prêtre dans le plus grand secret un séminariste schoenstattien, le bienheureux Karl Leisner. Tuberculeux et très affaibli, celui-ci ne pourra célébrer qu’une Messe avant de mourir; il sera béatifié par Jean-Paul II le 23 juin 1996.
Le 6 avril 1945, à l’approche des Américains, les détenus sont libérés. Le 20 mai, jour de la Pentecôte, Joseph Kentenich est de retour à Schoenstatt. Il se remet aussitôt à la tâche; il s’agit d’établir une digue contre un double péril que le fondateur discerne avec lucidité: le communisme à l’Est, le matérialisme pratique à l’Ouest. L’expérience de la déportation l’aidera à enseigner à ses disciples les moyens de conserver la liberté intérieure. Les pères Albert Eise et Franz Reinisch, deux martyrs schoenstattiens, le premier mort de maladie à Dachau, le second exécuté par les nazis, seront invoqués comme protecteurs célestes par tous les membres du Mouvement.

### Épanouissement international de l'Œuvre
En mars 1947, Joseph Kentenich, reçu en audience  privée par le Pape Pie XII, remercie le Souverain Pontife pour la publication, deux jours plus tôt, de la constitution Provida Mater Ecclesia, qui crée les « Instituts séculiers ».
En octobre 1948, le Saint-Siège érige en Institut séculier les Sœurs mariales de Schoenstatt. Dans le même temps, le fondateur se rend en Amérique latine, au Brésil, en Chili, Argentine et Uruguay, puis en Afrique et aux États-Unis, pour y implanter son œuvre, avec la construction de répliques du Sanctuaire de Schoenstatt, de centres de formation et des maisons de religieuses.

### Visite canonique et exil
Cependant, des oppositions continuent à se manifester à l’encontre du Mouvement. Elles ne portent pas sur des points de doctrine, mais principalement sur des expressions utilisées dans certaines prières et sur le rôle du fondateur. L’évêque de Trèves, au diocèse duquel est situé Schoenstatt, ordonne une visite canonique. En 1951, Sebastiaan Tromp (en), jésuite hollandais, est nommé inspecteur apostolique. Après l’avoir relevé de toutes ses fonctions à la direction de l’œuvre, il l’assigne à résidence dans le couvent des Pallottins de Milwaukee (États-Unis); tout échange de courrier avec les responsables de l’œuvre lui est interdit.
Plus de trois décennies plus tard, lorsque des témoins furent entendus pour un éventuel procès en béatification, un prêtre de 78 ans encore en fonction déclara : « Kentenich n'a jamais reçu d'acte officiel de mise en accusation. Il n'avait pas d'avocat officiel et n'a jamais été présenté à un juge, encore moins confronté à un plaignant ou à un témoin. Son exil dura quatorze ans.
Cependant, l’exilé écrit : «Dieu ne parle-t-il pas clairement par les événements? L’Église veut mettre à l’épreuve notre obéissance, pour reconnaître en cela si l’œuvre, et le porteur de l’œuvre, sont marqués par Dieu.» En 1959, Joseph Kentenich est nommé desservant de la paroisse allemande de Milwaukee, qui compte beaucoup d’émigrants de cette nation. «Il nous parlait du Père des cieux, rapporteront certains de ses paroissiens, comme jamais nous n’avions entendu personne le faire.»
En 1953, le Pape Pie XII, à qui l’on a suggéré cette mesure, refuse de dissoudre Schoenstatt. La question du statut de l’œuvre se pose : doit-elle s’intégrer à la congrégation des Pallottins ou bien prendre son autonomie? Les supérieurs de l’Ordre préconisent la première solution, mais d’autres religieux pallottins pensent avec Joseph Kentenich que Schoenstatt doit être pleinement autonome sous peine de s’étioler. En 1962, sur l’intervention de plusieurs évêques, le bienheureux Jean XXIII confie le dossier à la Congrégation des Religieux.
En 2020, la chercheuse Alexandra von Teuffenbach (de) met au jour des preuves d'abus sexuels du P. Kentenich envers des sœurs de son mouvement. Ces éléments expliqueraient les décisions du Vatican sur la destitution du P. Kentenich.

### Retour de l'exil et rétablissement dans ses fonctions

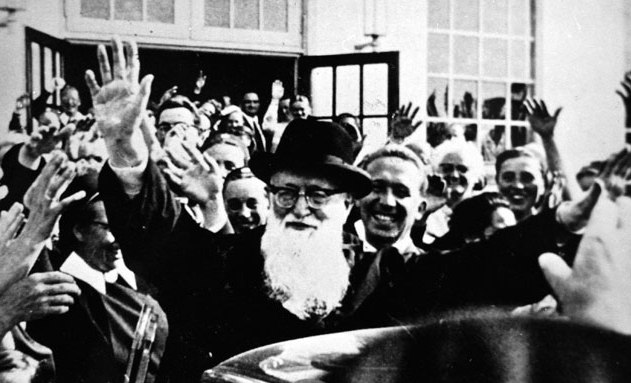
Joseph Kentenich, lors de son arrivée à Schoenstatt après l'exil

En octobre 1965, Joseph Kentenich est rétabli dans ses fonctions à la tête de l’œuvre. Désormais octogénaire, il est reçu par Paul VI quelques jours après la clôture du concile Vatican II. Il prédira du concile qu’il «portera ses fruits, mais aura d’abord des effets négatifs, à cause de l’incertitude de larges fractions de la hiérarchie, du clergé et des laïcs à propos de l’image de l’Église... cette incertitude peut être surmontée en portant le regard sur Marie, image première et Mère de l’Église».

Dans un discours au Congrès annuel des catholiques allemands en 1967, Joseph Kentenich déclare : « Nous vivons des temps apocalyptiques... Des puissances célestes et diaboliques s’affrontent sur cette terre... Cet affrontement a pour enjeu la domination du monde; aujourd’hui cela est bien visible.» La solution est le recours à la Vierge Marie, «arme privilégiée dans la main du Dieu vivant».

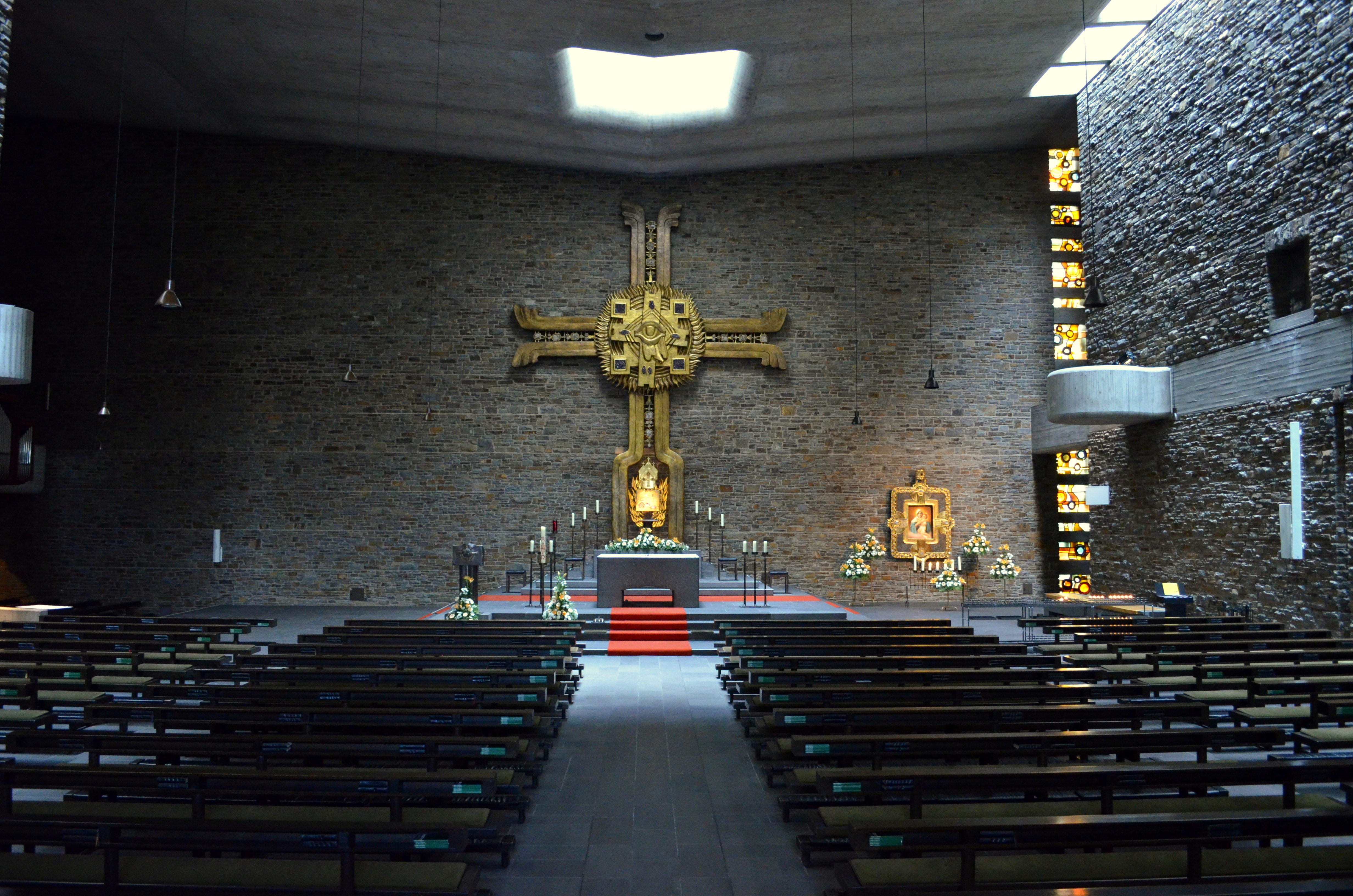
Vue de l'intérieur de l'Église de l'Adoration, à Schoenstatt, où Joseph Kentenich est enterré

Au cours de sa dernière année sur terre, cette année 1968 marquée par l’esprit contestataire dans l’Église comme dans le monde, Joseph Kentenich revient constamment sur ce thème: «La tâche de Marie, c’est d’amener le Christ au monde et le monde au Christ... nous sommes convaincus que les grandes crises du temps présent ne peuvent pas être surmontées sans Marie » (12 septembre 1968).

## Abus sexuels
Pour un article plus général, voir Abus sexuels sur les femmes dans l'Église catholique.
En juillet 2020, Alexandra von Teuffenbach (de), historienne de l’Église et théologienne à l'université pontificale du Latran, allègue que Kentenich a manipulé des membres de la communauté, notamment des Sœurs de Marie de Schoenstatt, pour les amener à adopter un comportement sexuellement inapproprié. Von Teuffenbach a cité des accusations particulières trouvées dans des documents des archives de la Congrégation pour la Doctrine de la Foi après que le pape François ait autorisé la consultation de documents concernant le pontificat de Pie XII. Von Teuffenbach affirme que ces accusations sont la raison pour laquelle Kentenich a fait l'objet d'une enquête de la part du père Sebastiaan Tromp (en), Visiteur Apostolique du Sant-Siège, dans les années 1950 et a finalement été séparé du Mouvement de Schoenstatt pendant son exil de 1951-1965,,.
La possibilité d'abus sexuels ou psychologiques a été fermement démentie par la présidence générale du Mouvement de Schoenstatt. Dans une déclaration officielle, le Mouvement a indiqué que les allégations étaient connues depuis longtemps et que le fait que Kentenich ait été réintégré de l'exil par le Vatican en 1965 était preuve que les allégations n'étaient pas considérées comme vraies. Le Mouvement a également déclaré qu'à l'ouverture du procès de béatification de Kentenich en 1975, un nihil obstat ("rien ne s'oppose") a été accordé par l'Église et que celui-ci n'aurait pas été accordé si les accusations précédemment connues s'étaient révélées fondées.
Les Sœurs de Marie de Schoenstatt on également publié leur propre déclaration officielle, car les accusations de von Teuffenbach concernaient particulièrement leur communauté. Les Sœurs rejettent catégoriquement les accusations et affirment que "les générations successives de notre communauté ont connu le fondateur comme une personnalité authentique et crédible". Comme la déclaration de la présidence générale de Schoenstatt, les Sœurs étaient déjà au courant des allégations portées contre Kentenich et ont souligné que lorsqu'il a été réintégré comme fondateur et est revenu de son exil en 1965, toutes les accusations avaient déjà été examinées par l'Église et jugées insuffisamment fondées pour faire une accusation formelle.
Quelques jours après les rapports et les réponses, le postulateur de la cause de Kentenich et les principaux représentants de Schoenstatt ont rencontré l'évêque Stephan Ackermann du diocèse de Trèves. Le résultat final a été l'annonce d'une commission indépendante d'historiens, coordonnée par le diocèse, pour revoir le procès de béatification de Kentenich, une décision qui a été saluée par le père Juan Pablo Catoggio, président international du Mouvement de Schoenstatt. La commission aura également pour tâche de "réconcilier la matériel nouvellement trouvé avec ce qui a déjà été rassemblé et évalué dans d'autres archives par la commission précédente." Au terme de ses travaux, la commission "rédigera un rapport dans lequel elle se prononcera également sur la personnalité et la spiritualité du Père Kentenich telles qu'elles ressortent des documents recueillis".
En mai 2022, le processus de béatification de Kentenich est mis en pause. Stephen Ackermann annonce que « Les discussions des deux dernières années ont montré qu'il était nécessaire de mener des recherches approfondies sur la personne et l'œuvre de Joseph Kentenich ».